# Lama (socken i Kina)
Lama (kinesiska: 拉马乡, 拉马) är en socken i Kina. Den ligger i provinsen Sichuan, i den sydvästra delen av landet, omkring 480 kilometer söder om provinshuvudstaden Chengdu. Antalet invånare är 1 554. Befolkningen består av 751 kvinnor och 803 män. Barn under 15 år utgör 33 %, vuxna 15-64 år 60 %, och äldre över 65 år 6,0 %.
Genomsnittlig årsnederbörd är 1 040 millimeter. Den regnigaste månaden är juli, med i genomsnitt 231 mm nederbörd, och den torraste är mars, med 15 mm nederbörd.